# گریگوری پوژول
گریگوری پوژول (انگلیسی: Grégory Pujol؛ زادهٔ ۲۵ ژانویهٔ ۱۹۸۰) بازیکن فوتبال اهل فرانسه است.
از باشگاه‌هایی که در آن بازی کرده‌است می‌توان به باشگاه فوتبال والنسین، باشگاه فوتبال نانت، باشگاه فوتبال اندرلشت، و باشگاه فوتبال سدان اشاره کرد.